# イトフエフキ
イトフエフキ (Lethrinus genivittatus) は、フエフキダイ科フエフキダイ属の魚である。英名は、longspine emperor, threadfin emperor, lance emperor, lancer等である。1830年にアシル・ヴァランシエンヌにより初めて記載された。国際自然保護連合は、保全状況を「懸念なし」としている。インド西太平洋の海水または汽水域に生息する。